# Ossun-ez-Angles
Ossun-ez-Angles è un comune francese di 39 abitanti situato nel dipartimento degli Alti Pirenei nella regione dell'Occitania.

## Società

### Evoluzione demografica
Abitanti censiti